# Distrito de Sullana
El distrito de Sullana es uno de los ocho que conforman la provincia de Sullana ubicada en el departamento de Piura en el norte del Perú.
Desde el punto de vista jerárquico de la Iglesia católica, forma parte de la Arquidiócesis de Piura.

## Historia
El distrito fue creado mediante Ley del 8 de octubre de 1840, en el gobierno del Presidente Agustín Gamarra.

## Geografía

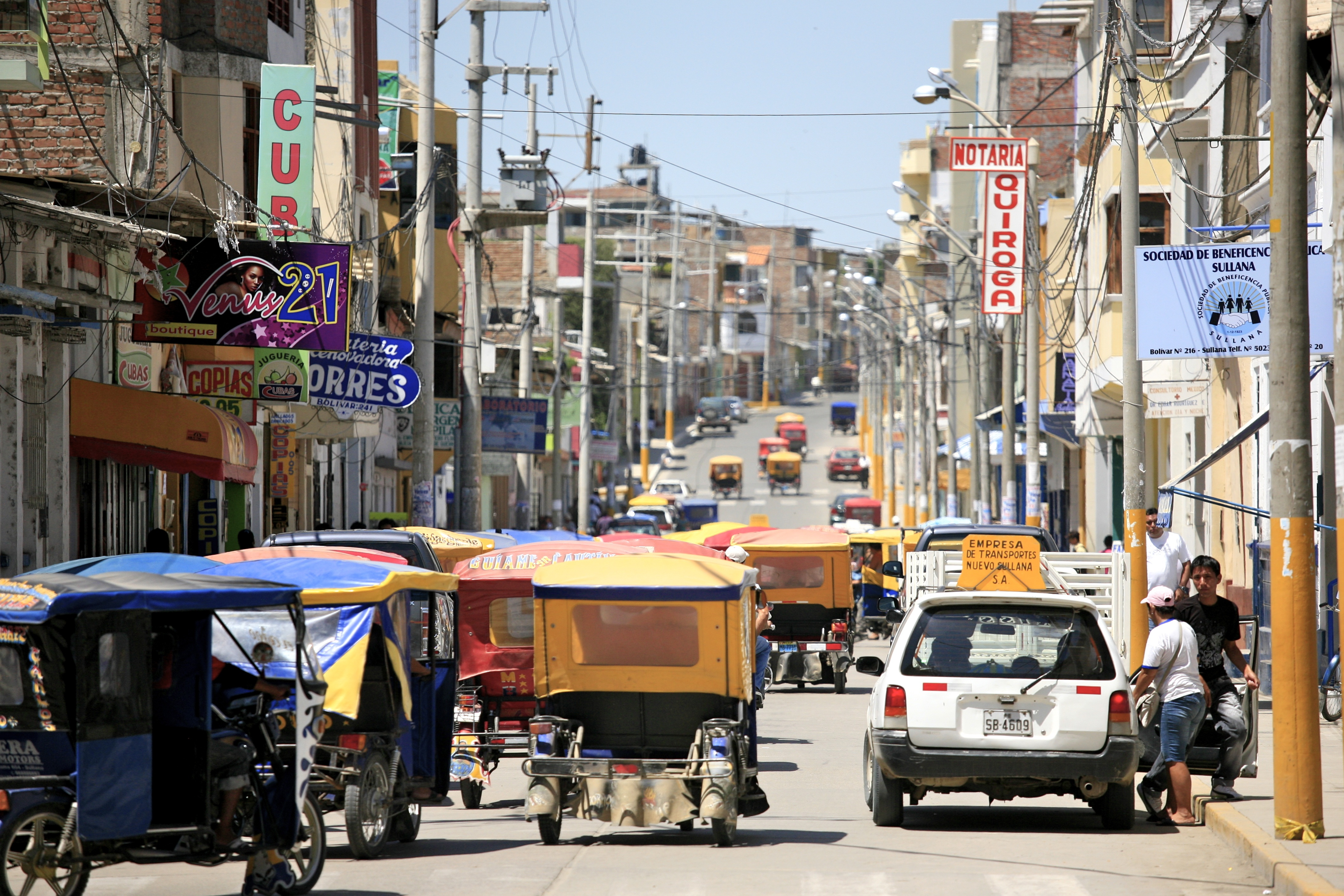
Calle comercial en Sullana.

Presenta un terreno ondulado y con escaso relieve, a la vez posee superficies llanas y suaves hondonadas, con lechos secos de escorrentía, que se alternan con lomas alargadas y prominencias de formas redondeadas; al ser su accidente topográfico más importante el acantilado de la margen izquierda del río Chira, el que se forma desde la loma de Mambré hasta el puente “Artemio García Vargas”, con una altura de 35 metros sobre el nivel del río.

## Capital
Es la ciudad de Sullana, ubicada a 60 m s. n. m.

## Autoridades

### Municipales
- 2015-2018[2]
  - Alcalde: Guillermo Carlos Távara Polo, del Movimiento Unión Democrática del Norte (UDN).
  - Regidores: César Antonio Leigh Arias (UDN), Carlos Eduardo Campos Solano (UDN), Hebert Estive Muñoz Cornejo (UDN), Irma Victoria Martínez Nole (UDN), Lilian Cecilia Salazar Cortez (UDN), Antony Marvin Agurto Valdiviezo (UDN), Maryuri Yajaira Aguirre Arévalo (UDN), Víctor Santiago Campos Castillo (UDN), Sergio Enrique Curay Villanueva (Región para Todos), Frank Víctor Purizaca Furlong (Región para Todos), Milton Abrahan Ubillús Vásquez (Región para Todos), Kresly Danay Cruzado Olaya (Región para Todos), Erick Saúl Zapata Zavala  (Partido Humanista Peruano).
- 2011-2014[3]
  - Alcalde: Jorge Hildebrando Camino Calle, Unidos Construyendo (UC).[4]
  - Regidores: Teodoro Humberto Uriol Tassara (UC), Alfredo Edgar Paucar Jiménez (UC), Betty Zapata Rufino (UC), Walter Pangalima Álvarez (UC), Maritza Chiroque Sandoval (UC), Rony Alexander Piñarreta Olivares (UC), Cinthia Analy Valdez Benites (UC), César Antonio Leigh Arias (Agro Si), Carlos Eduardo Campos Solano (Agro Si), Juan Manuel Pérez Borrero (Obras + Obras), Enrique Valdiviezo Ruiz (Obras + Obras).

### Policiales
- Comisario: Cmdte. PNP Roberto Alvarado Dextre.[5]

### Religiosas
- Parroquia Santísima Trinidad 
  - 2019- [6]
Párroco: Pbro. Roland Castro Juárez
 Vicario parroquial: Pbro. Luis Leandro Tume Periche
  - 2013-2018[6]
Párroco: Pbro. Manuel Curay Ochoa
 Vicario parroquial: Pbro. Dergi Facundo Facundo.
  - 2007-2012
Párroco: Pbro. Ángel Saiz Saiz.
- Parroquia Nuestra Señora del Tránsito 
  - 2016- 
Párroco: Pbro. Álvaro Paul Gonzales Otero 
Vicario parroquial: Pbro. Carlo Solís.

## Festividades
- 6 al 30 de enero: Feria de Reyes.

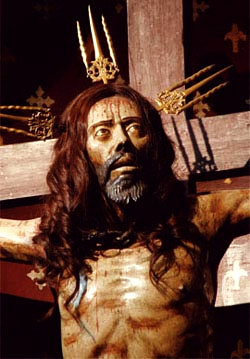
Señor de la Agonía de Sullana

- Festividad del Señor de la Agonía (Patrono de Sullana).
- Mayo: Santísima Trinidad.